# Ноли, Фан
Фан Стилиан Но́ли (алб. Fan Stilian Noli, при рождении Феофа́нис Стилиану́ Маврома́тис, греч. Θεοφάνης Στυλιανού Μαυρωμάτης; 6 января 1882, Ибрик Тепе, Восточная Фракия, Османская империя — 13 марта 1965, Форт-Лодердейл, Флорида, США) — албанский и американский религиозный, общественный и политический деятель; епископ (Феофан (алб. Peshkop Theofan), один из основателей Албанской православной церкви; министр иностранных дел Албании (1921), лидер Июньской революции 1924 года, премьер-министр Албании (1924); историк, поэт, писатель.

## Биография

### Ранние годы
Предки Ноли издавна несли военную службу султану и были поселены в окрестностях Константинополя, во Фракии. Его дядя, попав в плен к русским и просясь на богослужение, на вопрос, как он, православный, может служить мусульманам, ответил: «Религия — религией, а профессия — профессией».
Фан Ноли учился в греческой средней школе в Эдирне. Возможно, в юности он считал себя скорее греком: его ранние статьи подписаны «Феофан Мавроматис». Но со временем молодой человек начинает использовать албанизированные имя и фамилию, войдя в историю как Фан Ноли.
В 1900 году, после короткого пребывания в Константинополе, поселился в Афинах, где ему удавалось немного подрабатывать переписчиком, суфлёром и актёром. Путешествуя с одной странствующей театральной труппой по греческим поселениям в восточном Средиземноморье, Ноли попал в Египет.
Покинув труппу в Александрии, с марта 1903 по март 1905 года он работал преподавателем греческого языка, а также служил певчим сначала в Шибин-эль-Ком, а с марта 1905 по апрель 1906 года — в Эль-Файюме, где осела небольшая албанская колония.
Владел 13 иностранными языками. Перевёл на албанский язык Шекспира, Сервантеса, Омара Хайяма, Фёдора Тютчева, Генри Лонгфелло, Генриха Ибсена, Льва Толстого, Максима Горького. Завязал отношения с албанской диаспорой и стал горячим сторонником албанского националистического движения.

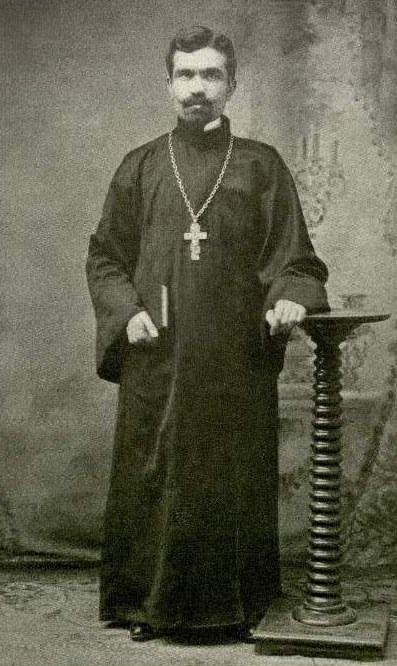
Священник Феофан Ноли в 1908 году

### В США
В 1906 году переехал в Бостон. Редактировал газеты и возглавлял политические организации.
В 1907 году собрание православных албанцев Новой Англии провозгласило автономию Албанской Православной Церкви в юрисдикции Русской православной церкви. Фан Ноли стал её первым священником: 9 февраля 1908 года в возрасте 26 лет Феофан Ноли становится диаконом в Бруклине, а 8 марта 1908 года — священником. Обе хиротонии совершил архиепископ Алеутский и Североамериканский Платон (Рождественский).
Феофан Ноли перевёл с греческого на албанский язык Божественную литургию святого Иоанна Златоуста. Наряду с церковным служением вел активную общественную деятельность среди албанцев Америки.
Став священником, Ноли продолжает активно участвовать в националистическом движении. В 1912 году он основал всеалбанскую Федерацию «Ватра» (Очаг), постепенно приобретавшую влияние в диаспоре и Албании.
В связи с тем, что Православная церковь в Албании находилась под сильным влиянием Греции и противостояла национально-освободительному движению, Ноли, вместе с группой албанских националистов, стремился к созданию независимой Албанской православной церкви.

### Международная деятельность
В том же году Ноли начал учиться в Гарвардском университете и окончил образование в 1912 году. Вернулся в Европу, чтобы бороться за независимость Албании, которую впервые посетил в 1913.
В годы Первой мировой войны вернулся в США, возглавил албанскую диаспору. Благодаря его дипломатическим усилиям президент Вудро Вильсон поддержал международное признание независимой Албании (провозглашена в 1912), которая в 1920 была признана Лигой наций.
В ноябре 1918 года священник Феофан Ноли принял монашеский постриг и стал архимандритом.
В феврале 1919 года на Втором Всеамериканском Церковном Соборе в Кливленде была создана Албанская православная епархия в рамках Североамериканской митрополии Русской Православной Церкви, в которую вошли приходы штатов регионов Новая Англия, Среднеатлантический и Великие озёра. Архимандрит Феофан Ноли был избран её епископом. Однако благословения на эту хиротонию Святейшего Патриарха Тихона получить не удалось из-за невозможности установления с ним связи в тяжёлые послереволюционные годы.

### Албанский политик

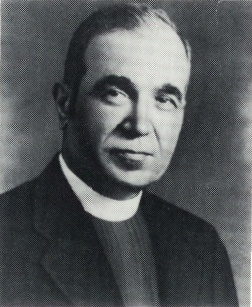
Фан Ноли ок. 1920 года

В 1921 году стал депутатом албанского парламента как представитель либеральной партии «Ватра». Краткое время занимал должность министра иностранных дел в правительстве Джафера Юпи (Xhafer Ypi).
В 1922 году первый Албанский православный собор провозгласил автокефалию Албанской церкви. По решению Временного верховного церковного совета Албанской Православной Церкви епископ Бератский Христофор (Киси) и епископ Мелитопольский Иерофей (Яхотопулос)  21 ноября 1923 года в кафедральном соборе во имя великомученика Георгия в Корче хиротонисали Феофана Ноли во епископа Корчинского. Монашеских одежд Ноли обычно не носил: на фотографиях можно видеть строгий костюм с галстуком. Феофан Ноли был принципиальным сторонником полного отделения религии от политики.
После того, как консерваторы убили либерального политика Авни Рустеми, Ноли произнёс на его похоронах пламенную речь, которая привела к восстанию и бегству консервативного премьер-министра Ахмета Зогу. Хотя власть на краткое время перешла к другому консерватору, Шефкету Верладжи, вскоре тот также был вынужден бежать. Краткое время премьером был либерал Ильяс Вриони, а 17 июля 1924 году премьером и регентом страны был назначен Ноли. Революционное правительство во главе с Фаном Ноли выступило с декларацией демократических свобод и программой реформ.
Несмотря на попытки реформировать страну, «Программа из 12 пунктов» Ноли была непопулярна, а страна оказалась в международной изоляции в условиях, когда без внешней помощи решение внутренних социально-экономических проблем было невозможно. Ноли нашёл внешнеполитическую поддержку только в лице Советского Союза, однако как только установил с ним дипломатические отношения, получил протесты от Италии, Югославии, Франции и Великобритании, причём последняя ультимативно фактически угрожала свержением правительства силами Ахмета Зогу. 
Советскому полпреду А. А. Краковецкому пришлось покинуть Албанию, но это не спасло Ноли. Его правительство пало в результате переворота, организованного на Рождество 1924 году группой сторонников Зогу. Зогу поддержали остатки белой армии, нашедшие убежище в Югославии. Через две недели Зогу вернулся в Албанию, а Ноли и ещё шесть членов кабинета министров бежали на пароходе в Италию (на родине они были заочно приговорены к смерти). Оппозиционные лидеры Байрам Цурри и Луидь Гуракучи погибли, многие другие — репрессированы. Некоторые сторонники республиканского движения Ноли впоследствии стали коммунистами, некоторые — фашистами.

### Эмиграция

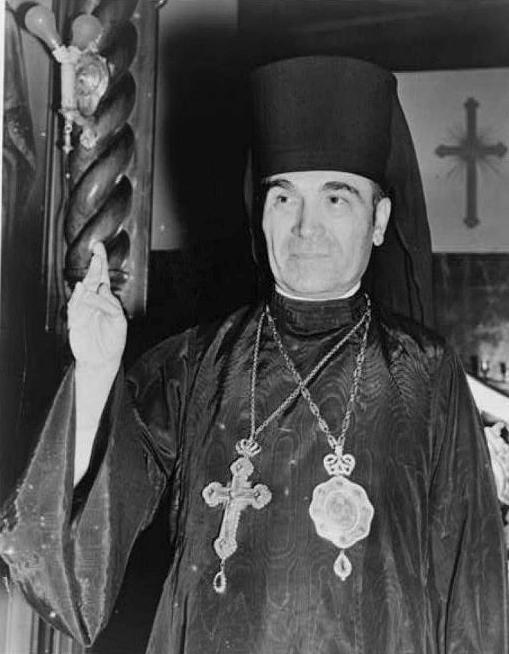
Епископ Феофан Ноли в 1939 году

Первое время после изгнания Фан Ноли пытался создать за рубежом единый демократический фронт против диктатуры Зогу, который к тому времени провозгласил себя королём. В Вене был образован «Национальный революционный комитет» (Komiteti Nacional Revolucionar, KONARE; с 1928 года — Комитет национального освобождения). 
Ноли установил контакты с СССР, Коминтерном и Коммунистической балканской федерацией. В 1927 году Ноли выступает на конгрессе «друзей Советского Союза» в Москве с восторженной речью. Один из первых албанских коммунистов Костандин Бошняку обеспечил для KONARE, Комитета национальной обороны Косово и изгнанных оппозиционеров финансовую помощь от СССР.
Феофан Ноли долго скитался по миру, прежде чем в 1932 году вернуться в США с репутацией «опасного большевика» и едва ли не атеиста. Дело дошло до того, что когда Ноли был тяжело болен и нуждался в деньгах, его больничные счета согласился оплатить один-единственный человек: король Зог I.
Победив болезнь, Ноли, в возрасте 53 лет, поступает в Консерваторию Новой Англии и с успехом её заканчивает. Затем в 1945 году получает Бостонском университете степень доктора философии за диссертацию о Скандербеге, которому посвятил также рапсодию.
Изучал и преподавал византийскую музыку, активно участвовал в деятельности Албанской православной церкви. Написал книгу о Бетховене. Последнюю высоко оценил Бернард Шоу, сказав, что в ней виден «почерк первоклассного критика и биографа».
Перед лицом вторжения фашистской Италии политические оппоненты Зог и Ноли пошли на сближение, но оказались неспособны сформировать единый фронт: в 1939 году, уже после оккупации Албании Италией, Зог предложил Ноли стать премьером правительства в изгнании — но Феофан откажется.
После 1944 года установил контакты с режимом Энвера Ходжи, установившимся в Албании после освобождения от немецкой оккупации в конце Второй мировой войны, убедил американское правительство признать новый режим. Однако на предложение коммунистического правительства вернуться ответил отказом, сославшись на занятость делами своей епархии. Личное приглашение Ноли вернуться направил 27 августа 1945 его ученик и бывший секретарь Сейфула Малешова, который в то время считался влиятельным членом нового руководства страны. Среди албанских коммунистов Малешова занимал сравнительно либеральные позиции, поэтому Ходжа вскоре его отстранил.
Несмотря на дистанцирование от правительства Ходжи, проводившего жёстко антирелигиозную политику, прежние контакты и левые симпатии Ноли вызывали подозрение у ФБР: бостонское отделение федералов вело слежку за епископом на протяжении более десятилетия.
На заседании смешанного Церковного Совета и Священного Синода Албанской Церкви от 16 и 17 октября 1950 года был рассмотрен вопрос «о признании руководителя Албанского православного епископства с центром в Бостоне Масс[ачусетс]» и единогласно решено: «Признать епископа Фан Ноли руководителем епархии в Бостон Масс с территорией, включающей все религиозные общества православных албанцев, находящихся в Соединенных Штатах Америки». Ещё одним постановлением было оформлено включение этой епархии в Албанскую Православную Церковь.

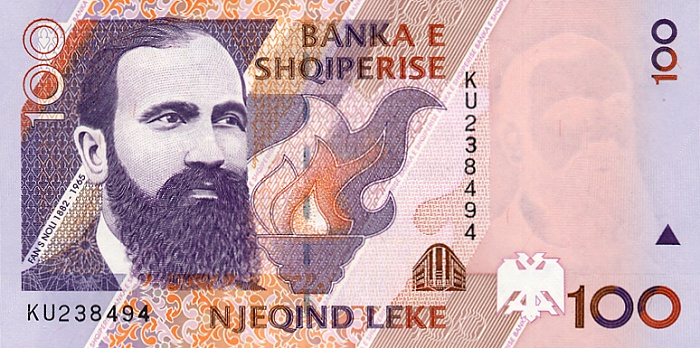
Портрет Фана Ноли на банкноте номиналом 100 лек

Скончался 13 марта 1965 года во Флориде в возрасте восьмидесяти трёх лет.
Именем Ноли назван албанский университет в Приштине. Памятник «красному епископу» установлен в небольшом парке Тираны, носящем его имя.